# *h₁éḱwos
*h₁éḱwos (anciennement reconstitué sous la forme *ekuo-) est le mot en proto-indo-européen désignant le cheval. Cette reconstitution a donné lieu à diverses théories quant à la domestication du cheval, et à son utilisation.   

## Reconstitution
L'évolution des langues permet de reconstituer un terme d'origine commun par comparaison. Celle relative au mot « cheval » implique un indice à travers l'évolution entre i-qo en linéaire B, et ἵππος en grec ancien, mais aussi une comparaison avec le latin equus, et le sanskrit áśva-. La forme *h₁éḱwos est retenue par l'édition de 2006 du dictionnaire de l'université d'Oxford pour la reconstitution proto-indo-européenne, et fait relativement consensus parmi les linguistes.  Les langues celtiques et germaniques partagent l'étymon *márko-, constituant une variation régionale,.
Quelques descendants de la racine indo-européenne *h₁éḱwos :
- louvite a-su-wa,
- sanskrit aśva, avestique aspa, tocharien A yuk, tokharien B yakwe,
- grec ancien ἵππος, latin equus, Vénète eku,
- anglo-saxon eoh,
- gaulois epo-, vieil irlandais ech,
- lituanien ashvienis (étalon), vieux slave ecclésiastique  ehu-skalk (garçon d'écurie), et Mitanni a-as-su-us-sa-an-ni (dresseur de chevaux)

## Histoire
La première tentative de reconstitution de ce mot est le fait de A. Walde et J. B. Hoffmann. Initialement, le terme proto-indo-européen a été reconstitué par convergence entre des langues anciennes (equus en latin ; áśva en sanscrit...) et se rapproche de la reconstruction IE *ōku (« rapide »). 

### Le conte de Schleicher
Le cas du mot « cheval » en indo-européen est popularisé par le linguiste comparatiste allemand August Schleicher (1821–1868), qui est le premier à reconstituer suffisamment de mots en proto-indo-européen pour rédiger un conte, mettant en scène une mouton et un cheval, publié en 1868. La reconstitution initiale du mot par Schleicher est akvams, témoignant d'une forte évolution théorique depuis cette époque.

### Remise en cause et réponses
En 2014, l'archéologue Jean-Paul Demoule estime, dans un ouvrage grand public, que la reconstitution indo-européenne du mot « cheval » ne fonctionne pas, et ne prend pas en compte toutes les racines linguistiques connues, ce à quoi répondent Thomas Pellard, Laurent Sagart et Guillaume Jacques, qui soulignent le manque de connaissances linguistiques de Demoule.

## Le cheval dans la société indo-européenne
L'un des principaux débats autour du cheval dans la société proto-indo-européenne porte sur son statut d'animal sauvage ou domestique. Adrian Parvelescu postule ainsi que le mot reconstitué ait désigné le cheval domestique. 
Le cheval indo-européen est vraisemblablement un animal de petite taille, chassé comme source de nourriture et sacrifié rituellement, avant d'être domestiqué comme monture et pour tracter les chars. 
Du fait que les langues indo-européennes actuelles comportent des champs sémantiques très vastes pour désigner des concepts liés aux chevaux (allant de leurs usages à leurs couleurs de robes), il est vraisemblable que ce fut également le cas en proto-indo-européen.
La diffusion de la langue proto-indo-européenne s'effectue vraisemblablement grâce au cheval, des pasteurs cavaliers la diffusant sur un vaste territoire à partir des steppes.